# Кашпир Ганусов
Кашпир Ганусов — литейный мастер XVI века, служивший при дворе Ивана Грозного.

## Сведения о мастере
Национальность и происхождение Кашпира Ганусова неизвестны. Возможно литейный мастер был родом из Литовского государства. Согласно архивным данным и документам Пушечного двора он служил при дворе Ивана Грозного в 1550—1560-е годы.
На Пушечном дворе в 1550 году был отлит колокол, вес которого составлял около 2000 пудов. Позднее ему дали имя «Лебедь». Предположительно он был сделан Кашпиром Ганусовым. Колокол не сохранился.
В документах XVII века указывается, что на крепостной стене Смоленска было много пищалей с именем Кашпира Ганусова, а также с именами его учеников. Пищаль «Острая Панна» была одним из самых известных орудий, она находилась в Казённом амбаре. На ней сохранилась имя мастера: «Божиею милостию Иоан, царь и великий князь, государь всеа Русии; сия пищаль сделана в лето 7072 (1564), мастер Кашпир Ганусов».
Также есть несколько пищалей с именем ученика Ганусова: «Лета 7077 (1569) делал Кашпиров ученик Андрей Чохов».
Из летописных данных известно, что в 1563 году при осаде Полоцка Иван IV Грозный приказал следующее: «…поставити блиско городских ворот на пожженом месте пушки Кашпирову, Степанову (Степан Петров), да „Павлик“, да „Орел“, да „Медведь“».
Имя Кашпира Ганусова исчезает из списков мастеров Пушечного двора с конца 1560-х годов.

## Ученики
Помимо Андрея Чохова известны и другие ученики Кашпира Ганусова: Кузьмин Первой, Богдан Андрейтохов, Юрий Бочкарёв, Никита Тупицын. Семён Дубинин был учеником Ганусова в Смоленске, позднее он стал известен как мастер из Пскова.

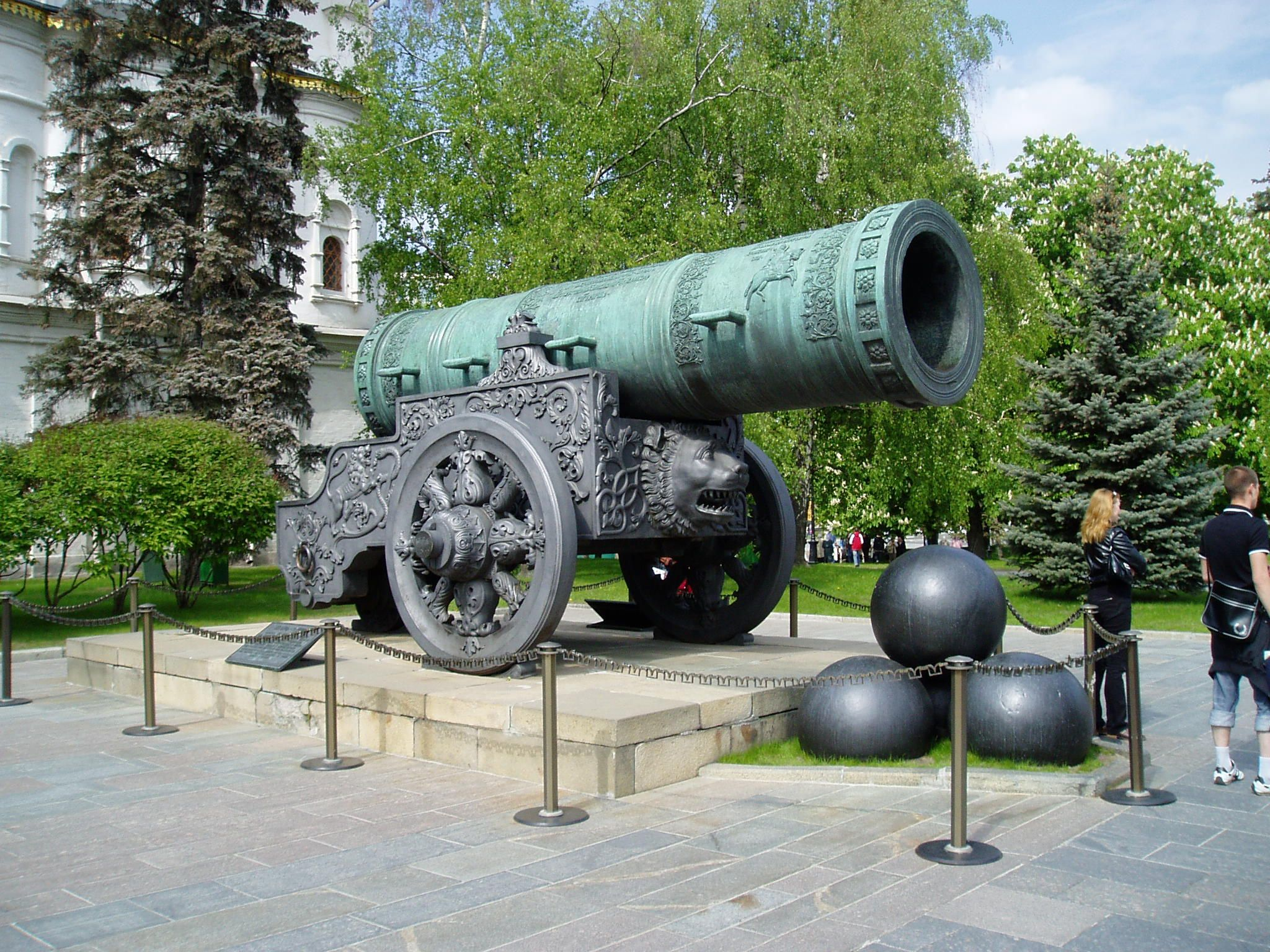
Знаменитая Царь-пушка, отлитая Андреем Чоховым